# Rabitlje
Rabitlje (cyr. Рабитље) – wieś w Czarnogórze, w gminie Pljevlja. W 2011 roku liczyła 97 mieszkańców.